# Able Tasmans
De Able Tasmans waren een Nieuw-Zeelandse muziekgroep, afkomstig uit Auckland. Hun muziek behoort tot het genre Indie. De groep bestond uit zeven leden, meer bepaald Leslie Jonkers, Peter Keen, Graeme Humpreys, Craig Mason, David Beniston, Jane Dodd en Ronald Young. De groep werd gevormd in 1984 en genoemd naar de Nederlandse ontdekkingsreiziger Abel Tasman (de eerste Europeaan in Nieuw-Zeeland). Ze stopten in het jaar 1996.

## Discografie

### Albums
- 1987: A cuppa Tea and a Lie Down
- 1990: Hey Spinner
- 1992: Somebody Ate My Planet
- 1995: Store in a Cool Place
- 1998: Songs From the Departure Lounge

### Ep's
- 1985: The Tired Sun
- 1993: Shape Of Dolls